# Benno Wulfsohn
Benjamin „Benno“ Wulfsohn (* 21. Dezember 1882 in Mitau; † 29. Oktober 1937 in MinZhu, Shanghai) war ein deutscher Maler und Grafiker.

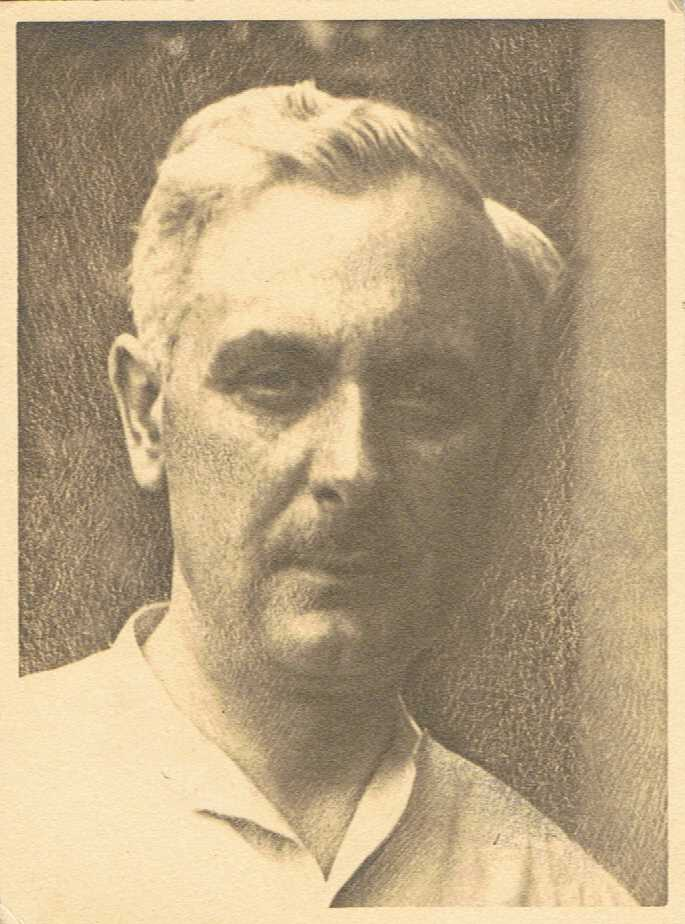
Benno Wulfsohn 1925

## Leben und Werk
Wulfsohn wuchs in Wien als Sohn einer jüdischen Pelzhändlerfamilie auf. Er besuchte die Akademien von Berlin und München. Die meisten Jahre seines Schaffens verbrachte er in Berlin. Neben seiner Haupttätigkeit als Maler war er auch als Illustrator für Bücher und Zeitschriften tätig. Sein Schaffensrepertoire reichte dabei von Ölgemälden über Aquarelle und Zeichnungen bis zu Drucken.

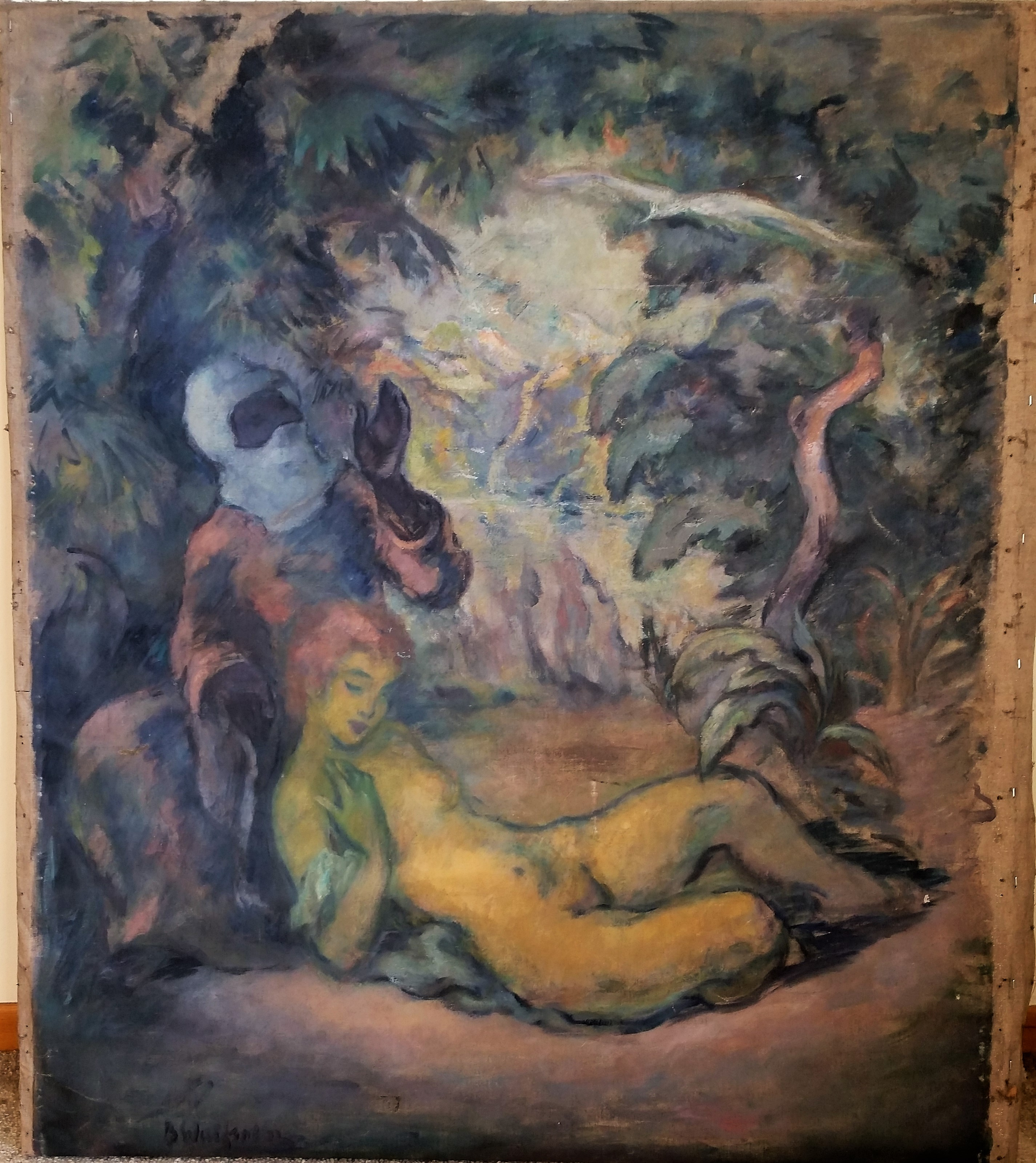
Benno Wulfsohn – 1001 Nacht, Öl auf Leinwand

Er war Schüler Max Liebermanns, gehörte dem Verein Berliner Künstler und der Künstlervereinigung der Berliner Secession an und stellte unter anderem auch in diesem Zusammenhang aus. Benno Wulfsohn arbeitete in den 1920er Jahren unter anderem als Werbeplakatmaler für namhafte amerikanische Firmen. Er emigrierte bereits in den früheren 1930er Jahren zunächst in die USA und später nach China. Dort lebte er zunächst in Peking, dann in Shanghai, wo er 1937 an Cholera und Gelbfieber starb.

## Ausstellungen
- „Berliner Secession“, 28. Ausstellung 1916
- „Berliner Secession“, 31. Ausstellung 1917[2]
- „Berliner Secession“, 34. Ausstellung 1918[3][4]
- „Automobile“, Ausstellung des Verein Berliner Künstler, März 1930[5]
- „Jüdische Künstler“, Berlin 1917[6]

## Illustrationen und Abbildungen
- Puschkin, Alexander: Reise nach Erzerum während der Campagne von 1829, 1919
- Goldschmidt, Aaron: Maser, 1919
- Revue des Monats, Jahrgang 1, Heft 1, November 1919, Der letzte Kilometer – Beichte eines Rennfahrers[7]
- Die Reklame, 2. Augustheft 1925, 18. Jahrgang, Sonderheft zur Generalversammlung 1925 in Dresden
- Ulrich Langner: Gleiskultur – Eisenbahngeschichte(n) in der Bildenden Kunst, 2011